# 市原インターチェンジ

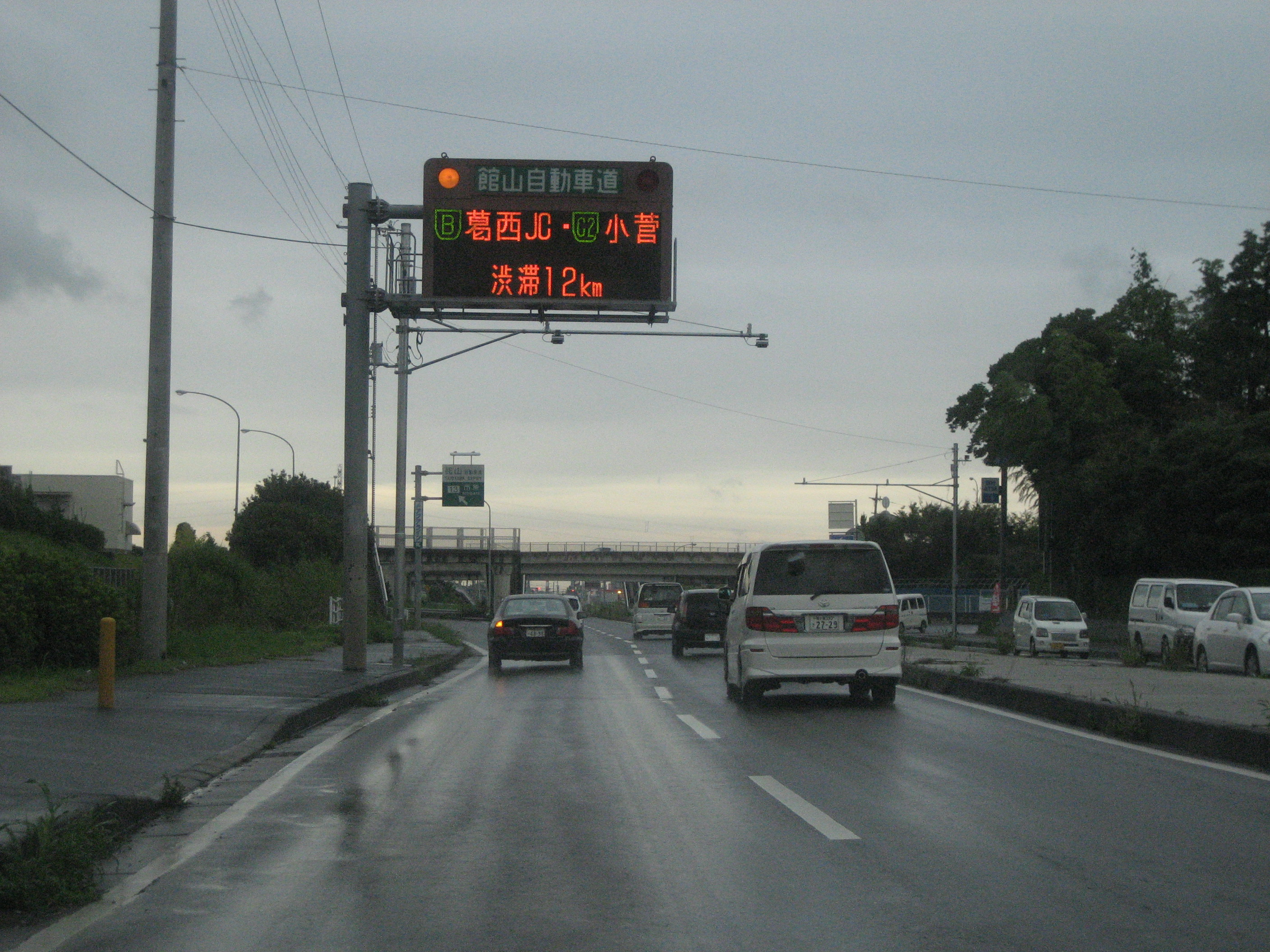
インターチェンジ入口付近

市原インターチェンジ（いちはらインターチェンジ）は、千葉県市原市にある館山自動車道のインターチェンジである。
館山自動車道における北端のインターチェンジであり、ここから先は京葉道路に接続する。
東日本高速道路関東支社市原管理事務所が併設されている。

## 料金所
- ブース数 : 8

### 入口
- ブース数 : 3
  - ETC専用 : 1
  - 一般 : 1

### 出口
- ブース数 : 5
  - ETC専用 : 2
  - 一般 : 3

## 周辺
- 京葉工業地帯
- 市原高速バスターミナル
- 市原市役所
- 五井駅
- 上総村上駅
- 上総国分寺・国分尼寺
- 新東京サーキット
- 房総十字園
- セントレジャーゴルフクラブ市原
- アリオ市原

## 歴史
- 1995年4月26日 - 開設。

## 隣
E14 館山自動車道
(12) 蘇我IC（ E14 京葉道路） - (13) 市原IC - 市原SA - (14) 姉崎袖ケ浦IC